# Överum
Överum est une localité de Suède dans la commune de Västervik située dans le comté de Kalmar.
Sa population était de 1 175 habitants en 2019.